# Burbuja inmobiliaria en Irlanda

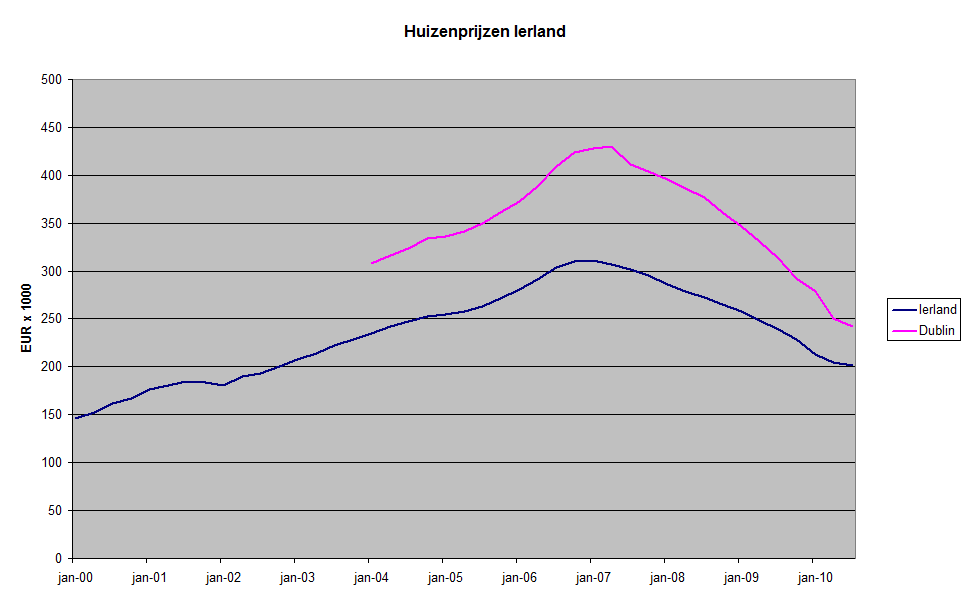
Precios de casas en la República de Irlanda (2000-2010).

La burbuja inmobiliaria en Irlanda fue un marcado aumento de precios de inmuebles entre fines de la década de 1990 y el año 2007 en un periodo en el cual Irlanda fue llamado "el tigre celta". En forma similar a lo que ocurrió en algunos países de Europa, la burbuja inmobiliaria tuvo su pico en el 2006, con una combinación de un incremento en la construcción especulativa y precios en rápido aumento, se estabilizó en el 2007 y luego 'explotó', concluyendo en el 2008. En el segundo trimestre del 2010, los precios de las casas en Irlanda habían caído un 35% comparados con los precios en el segundo trimestre del 2007, y el número de préstamos para viviendas aprobados había disminuido un 73%.
La caída de los precios de propiedades domésticas y comerciales contribuyó a la crisis financiera irlandesa y para febrero del 2013 los precios continuaban disminuyendo. Los precios de las casas en Dublín en el 2013 eran un 56% de los precios durante el pico y los precios de los departamentos han descendido un 62%.
Los precios de las casas han regresado a los niveles anteriores al año 2000. Los créditos hipotecarios aprobados se encuentran en el 2013 en los niveles de 1971. Para diciembre del 2012, más del 28% de las hipotecas irlandesas estaban retrasadas en sus pagos o han sido reestructuradas y las faltas de pago en las hipotecas de inmuebles comerciales y de construcción para alquilar ascendían al 18%. A finales de marzo del 2013, los atrasos o falta de pago de las hipotecas han continuado aumentando.